# Apamea alinea
Apamea alinea är en fjärilsart som beskrevs av Turner 1931. Apamea alinea ingår i släktet Apamea och familjen nattflyn. Inga underarter finns listade i Catalogue of Life.